# Comuna Cernîțea, Brodî
Cernîțea (în ucraineană Черниця) este o comună în raionul Brodî, regiunea Liov, Ucraina, formată din satele Cernîțea (reședința) și Zalissea.

## Demografie
Componența lingvistică a comunei Cernîțea
     Ucraineană (100%)
Conform recensământului din 2001, toată populația comunei Cernîțea era vorbitoare de ucraineană (100%).